# UWink
uWink Inc. war eine am OTC Bulletin Board gehandelte Aktiengesellschaft aus dem Geschäftsfeld digitale Unterhaltung mit Sitz in Los Angeles, Kalifornien. Das Unternehmen wurde im Jahr 2000 von Nolan Bushnell, dem Mitgründer und ehemaligen Vorstandsvorsitzenden des Computerspiel-Pioniers Atari und der Restaurant-Kette Chuck E. Cheese gegründet.
Zunächst entwickelte das Unternehmen interaktive Unterhaltungssoftware für Restaurants, Bars und mobile Geräte, war jedoch damit nur wenig erfolgreich. 2006 wurde das Geschäftsmodell überarbeitet und das erste Restaurant in Woodland Hills, einem Stadtteil von Los Angeles, gegründet. Eine zweite Filiale wurde im Juni 2008 in Hollywood, also ebenfalls in Los Angeles gegründet. Noch im selben Jahr wurde eine dritte Filiale in Mountain View nahe San Francisco gegründet, aber bereits im April 2009 wieder geschlossen. Auch die beiden anderen Filialen mussten 2010 schließen.
In uWink-Restaurants konnten Benutzer mit Hilfe eines Touchscreens Bestellungen aufgeben. Diese wurden daraufhin an die Küche weitergeleitet, ohne dass die Kunden dabei von Personal bedient werden mussten. Auf diesem Bildschirm konnten mehr als 70 Computerspiele gespielt werden, darunter auch Mehrspieler-Spiele.